# Hans Merkt (Tiermediziner)
Hans Merkt (* 3. Oktober 1923 in Koblenz; † 26. September 2001 in Hannover) war ein deutscher Tierarzt und Hochschullehrer.

## Leben und Wirken
Hans Merkt wurde im Jahr 1940 nach Ablegung der Abiturprüfung zum Arbeits- und Wehrdienst eingezogen. 1942 konnte er an der Heeresveterinärakademie der Tierärztlichen Hochschule Hannover (TiHo) das Studium beginnen und – unterbrochen durch Kriegseinsatz in der Sowjetunion mit schwerer Verwundung – im Jahr 1947 abschließen. Danach folgten an der TiHo Hannover die Promotion zum Dr. med. vet. und eine zweijährige Assistenz als Tierarzt am Landesveterinäruntersuchungsamt Rheinland-Pfalz in Koblenz mit den Schwerpunkten Bekämpfung der Unfruchtbarkeit bei Rindern und Pferden sowie instrumentelle Samenübertragung beim Rind (KBR).
Noch im Jahr 1950 begann er als wissenschaftlicher Assistent in der Klinik für Geburtshilfe und Rinderkrankheiten bei Richard Götze an der TiHo Hannover, befasste sich schwerpunktmäßig mit der Fortpflanzung des Pferdes und habilitierte sich im Jahr 1958 mit einer Arbeit zur Schnittentbindung beim Rind. Nach kurzer Zeit als Privatdozent für das Fachgebiet Tiergeburtshilfe und -gynäkologie in Hannover wechselte er als Vertragsprofessor nach Brasilien und hatte hier an der landwirtschaftlichen und tierärztlichen Fakultät der Bundesuniversität von Rio Grande do Sul in Porto Alegre einen Lehrauftrag für „Innere Krankheiten der Haustiere“. Dabei baute er hier die Veterinärkliniken einschließlich einer ambulatorischen Klinik auf, übernahm deren Leitung und führte die Herdenbetreuung zur Fruchtbarkeitsprüfung ein.
Im Jahr 1960 kehrte Merkt nach Hannover zurück und organisierte als Generalsekretär den 17. Welttierärztekongress mit 4000 Teilnehmern. 1965 erhielt er an der TiHo Hannover die Berufung als ordentlicher Professor und Leiter des damaligen Instituts für Haustierbesamung und Andrologie, das später in Institut für Andrologie und Besamung der Haustiere umbenannt wurde. Als Schwerpunkte bearbeitete er bis zum Jahr 1989 die Fortpflanzung und Besamung – besonders die Langzeitkonservierung des Spermas bei verschiedenen Haustierarten – und als Spezialgebiet die Fortpflanzung beim Pferd. Außerdem bildete er postgradual Fachtierärzte für Zuchthygiene aus. In dieser Zeit als Hochschullehrer betreute er fünf Habilitanden, 236 Doktoranden, verfasste über 300 Publikationen und brachte mehr als 30 wissenschaftliche Filme heraus. 1989 trat er in den Ruhestand.
Seit dem Jahr 1966 leitete Merkt ehrenamtlich das akademische Auslandsamt seiner Hochschule. Dadurch wurde er international wirksam: er organisierte Partnerschaften mit sieben brasilianischen, fünf anderen süd- bzw. mittelamerikanischen (Chile, Paraguay, Guatemala und Costa Rica) und dazu elf weiteren Bildungsstätten. Außerdem entwickelte er ein Studienangebot für die Tiermedizin im Bereich der Tropen und Subtropen.
Er starb bei einem Unfall.
Im Ehrenamt war er noch in weiteren Gremien tätig, so
- in der Auswahlkommission des Deutschen Akademischen Auslandsdienstes (DAAD) beim Programm „Deutsche nach Übersee“,
- im Harmonisierungsausschuss für den tierärztlichen Berufsstand in Luxemburg (darunter vier Jahre als Generalsekretär),
- mehrere Jahre als Vorsitzender der Sektion „Fortpflanzung“ innerhalb der Deutschen Gesellschaft für Züchtungskunde (DGfZ) und
- als Gutachter und Mitglied der Zuchtkommission im Direktorium für Vollblutzucht und Rennen e. V.

## Veröffentlichungen (Auswahl)
- Die Bursa ovarica der Katze : mit einer vergleichenden Betrachtung der Bursa ovarica des Hundes, Schweines, Rindes und Pferdes sowie des Menschen. Diss an der TiHo Hannover, 1948
- Die Schnittentbindung beim Rind in der neuzeitlichen Geburtshilfe. Habil.Schr. an der TiHo Hannover, 1958; Hannover : Schaper; 2. Aufl., 1959;  Jena : G. Fischer, 1958 als  Lizenzausgabe des Verlages M. & H. Schaper, Hannover für die DDR; 2. Aufl., 1959, Jena : VEB G. Fischer
- Die gynäkologische Untersuchung der Stute. Lehrfilm, 1990
- Besamung mit Frischsperma beim Pferd. Lehrfilm, 1991

## Ehrungen/Auszeichnungen
- Ehrendoktor der Universidade Federal Rural de Pernambuco (Brasilien)
- Ehrendoktor der Universidad Austral de Chile
- Ehrendoktor der Universidad Nacional de Asunción (Paraguay)
- Ehrendoktor der Tierärztlichen Hochschule Helsinki (Finnland)
- Ehrendoktor der Universidade Federal da Bahia (Brasilien)
- Ehrenprofessor der Universidade Federal do Rio Grande do Sul (Brasilien)
- Großkreuz des Verdienstordens der Tierärzteschaft Brasiliens
- Goldene Verdienstmedaille der Landwirtschaftlichen Universität Warschau
- 1993 Hermann-von-Nathusius-Medaille der DGfZ[2]
- Ehrenmitglied der World Veterinary Association,
- Ehrenmitglied der Sociedade Brasileira de Medicina Veterinaria
- Ehrenmitglied der Academia Baiana de Medicina Veterinaria
- Ehrenmitglied der Sociedade de Veterinaria de Rio Grande do Sul und de Pernambuco (Brasilien)
- Mitglied der Sociedad de Medicina Veterinaria de Argentina
- 1983 Silberne Medaille des Direktoriums für Vollblutzucht und Rennen e. V.
- 1988 Goldene Medaille des Direktoriums für Vollblutzucht und Rennen e. V.